# Damaris
Damaris (Grieks: Δάμαρις) was een vrouw uit het Nieuwe Testament.

## Paulus' toespraak
Toen Paulus tijdens zijn tweede zendingsreis in de 1e eeuw een toespraak hield op de Areopagus te Athene, aanvaardden enkelen het christelijke geloof, onder wie Damaris:
Maar sommige mannen sloten zich bij hem aan en geloofden. Onder hen was ook Dionysius de Areopagiet, en een vrouw van wie de naam Damaris was, en anderen met hen.
Het was in die tijd ongebruikelijk dat Griekse vrouwen in Athene in de openbaarheid traden, behalve als zij een hoge sociale status hadden. Of Damaris zo'n status had, is onbekend. Een andere mogelijkheid voor haar aanwezigheid onder de luisteraars is, dat ze niet Grieks was.

## Herkomst van de naam
De naam 'Damaris' wordt niet aangetroffen in bronnen die ouder zijn dan het Bijbelboek Handelingen. Betreffende de oorsprong en betekenis van de naam 'Damaris' bestaan verschillende opvattingen.
1. Mogelijk is het een hellenisering van de Keltische naam Damara, de godin van de vruchtbaarheid. De Galliërs vielen in de 3e eeuw v.Chr. regelmatig Klein-Azië binnen. Uiteindelijk veroverden ze het gebied dat later bekend werd als Galatië. Door deze vermenging van culturen kwamen Griekse verbasteringen van Keltische namen veelvuldig voor.
2. Een andere mogelijkheid is dat het een verbastering is van de naam Damarete, een in die tijd bekende naam. Zo was Damarete bijvoorbeeld de naam van de dochter van Theroon van Akragas, getrouwd met Gelo van Syracuse.
3. Het kan ook een verbastering van het bestaande Griekse woord damalis zijn, wat 'kalf' of 'jong meisje' betekent.
4. Een andere mogelijkheid is, dat het een van oorsprong Griekse naam is, waarvan vermeldingen van vóór de eerste eeuw na Christus niet bekend zijn.

## Heilige
De Oosters-orthodoxe Kerk herdenkt Sint Damaris van Athene op 3 oktober, samen met Dionysius, die volgens bepaalde christelijke overleveringen met Damaris getrouwd zou zijn. Orthodoxe gelovigen die de juliaanse kalender aanhouden, vieren de heiligendag van Sint Damaris op 16 oktober.

## Vernoeming
In Athene is een straat naar Damaris genoemd: de Odos Damareos.